# فيصل حكمت العسلي
فيصل بن حكمت العسلي (1918 - 2015)، سياسي سوري من دمشق أسس الحزب التعاوني الاشتراكي سنة 1940 وترأسه لغاية عام 1958.

## حياته ونشأته
ولد فيصل حكمت علي آغا العسلي بدمشق عام 1918، وكان والده حكمت العسلي أحد المجاهدين في الثورة السورية الكبرى واستشهد في معارك الجولان ضد الجيش الفرنسي. درس القانون في الجامعة السورية وبدأ حياته المهنية مفتشاً في مصلحة الحبوب وقاضياً للصلح في قضاء الزبداني ثم مستنطقاً بدمشق. أسس سنة 1940 الحزب التعاوني الاشتراكي الذي دعا إلى محاربة الانتداب الفرنسي وتوحيد الدول العربية وتحريرها من الهيمنة الأجنبية، مع إقامة حكم اشتراكي في سورية يردم الهوّة الكبيرة بين ملاكي الأراضي والفلاحين، وينتمي إلى عائلة دمشقية عريقة، وتوفي عام 2015 في جنيف.

## مسيرته
كان يقيم في جنيف وأسّس الحزب التعاوني الاشتراكي وخلافاً لما ذكره خالد العظم في مذكراته بكونه فاشي أو هتلري فإن مبادئ الحزب دَعت إلى التعاون على الطريقة الإسلامية، حتى ان شعار الحزب تم تصميمه على أساس «في التعاون، قوّة» والشعار عبارة عن حلقة دائرية حمراء مُغلقة يتوسطها حرف التاء باللون الأسود، وليس لها علاقة بالصليب المعكوف لا من القريب ولا من البعيد. 
وهو حزب وطني معارض وتبيّن لاحقاً أن القوتلي كان يخشاه لشعبيته ويحسب له ألف حِساب، بعد انقلاب حسني الزعيم تم اعتقال الوطنيين ومنهم على سبيل المثال وليس الحصر الرئيس شكري القوتلي وفيصل العسلي وآخرين، وسُجنوا في سجن المَزّة.
بعد انقلاب على الرئيس أديب الشيشكلي في دمشق ترك فيصل العسلي البلاد وهاجر إلى أوروبا. ولكون فيصل العسلي شخصية سياسية معروفة عربياً تمّ الإتصال به في جنيڤ في عهد الملك فيصل آل سعود حيث عُرض عليه العمل فيه وزارة الداخلية كمستشار قانوني في المملكة العربية السعودية مع الملك فهد ابن عبد العزيز آل سعود (حيث كان يشغل منصب وزير الداخلية في ذلك الوقت.)
بعد تولّي الملك فهد أمور البلاد أصبح فيصل العسلي مستشار الخاص للملك فهد بن عبد العزيز، رحمهم الله.
1. ↑  Moubayed، Sami (18 أكتوبر 2023). "فيصل العسلي". الموسوعة الدمشقية. اطلع عليه بتاريخ 2024-02-09.
2. ↑  "فيصل العسلي". التاريخ السوري المعاصر. 30 يناير 2019. اطلع عليه بتاريخ 2024-02-09.